# Légende (film, 1970)
Pour les articles homonymes, voir Légende (homonymie).
Pour plus de détails, voir Fiche technique et Distribution.
Legenda est un film de guerre polonais et soviétique réalisé par Sylwester Chęciński, sorti en 1971.

## Synopsis
Durant la Seconde Guerre mondiale, deux garçons, le russe Sacha et le polonais Iourek, se rencontrent dans la forêt où ils ont échappé aux Allemands.
Ils sont sauvés de la faim et du froid par Ioulka, une agente de liaison d'une unité de partisans. Les deux garçons veulent combattre l'ennemi. Ils parviennent à se procurer une mitraillette et à rejoindre l'unité.
Au cours de l'action, ils tombent entre les mains des Allemands, mais les partisans les récupèrent. Cependant rien n'est simple : ils deviennent rivaux pour gagner l'affection de Ioulka.
Lorsque la ligne de front approche, Sacha et Ioulka sont tués.

## Fiche technique
- Titre : Legenda
- Titre en anglais : The Legend
- Réalisation : Sylwester Chęciński
- Scénario : Valentin Iejov et Zbigniew Załuski
- Musique : Viatcheslav Aleksandrovitch Ovtchinnikov
- Son : Ryszard Patkowski et Igor Urvantsev
- Photographie : Witold Sobociński
- Montage : Krzysztof Osiecki
- Pays :  Pologne,  Union soviétique
- Langue : polonais
- Genre : Film de guerre, Film pour enfants
- Durée : 83 minutes
- Dates de sortie :
  -  Pologne : 20 avril 1971
  -  Union soviétique : 7 février 1972
  -  République démocratique allemande : 9 février 1973
  -  Hongrie : 9 août 1973

## Distribution
- Małgorzata Potocka : Ioulka
- Nikołaj Burlajew : Sacha
- Igor Straburzyński : Iourek
- Maria Zbyszewska : Jaworowa, mère de Ioulka
- Józef Nowak : Stach, oncle de Ioulka, partisan
- Franciszek Pieczka : le curé
- Tadeusz Schmidt : oncle de Ioulka, partisan
- Janusz Kłosiński : maire, partisan surnommé Sęk
- Jerzy Turek : Franek, soldat d'une unité de partisans
- Wacław Kowalski : policier
- Danil Nietrebin : commandant des parachutistes soviétiques
- Michał Friedman : un gendarme
- Eliasz Kuziemski : Schultz, major allemand
- Zdzisław Kuźniar : soldat d'une unité de partisans
- Andrzej Mrozek : soldat d'une unité de partisans
- Leopold Rene Nowak : soldat d'une unité de partisans
- Tadeusz Skorulski : soldat d'une unité de partisans